# 南波士頓
南波士頓（英語：South Boston）是位於美國麻薩諸塞州沙福克縣波士顿的一個街區。

## 地理
南波士頓所處的海拔為高於海平面13米（即43英呎），而該地所採用的時區為UTC-5，即北美东部時區（EST）。同時該地設有夏令時間，為UTC-5調快一小時，即UTC-4（EDT）。